# ハンボーン
『ハンボーン』（Hambone and Hillie）は、1983年のアメリカ合衆国のファミリーコメディ映画。リリアン・ギッシュ、キャンディ・クラーク、O・J・シンプソン、ロバート・ウォーカー・Jr出演。
日本では2004年の新盤ビデオ・旧盤DVD発売時に「わんワンロード 全米横断5500キロの旅」と改題され、新盤DVD発売時に元の邦題に戻った。

## ストーリー
老婦人ヒリーは、夫を亡くしてからどこへ行くのも一緒の愛犬ハンボーンと彼女の孫がいるニューヨークを訪れていた。ロサンゼルスに帰るため空港に来たヒリーは貨物室に入れられるハンボーンと別れ、飛行機に搭乗する。しかし、空港職員が貨物室に連れて行こうとしたときハンボーンが空港の外に逃げ出し、ヒリーを乗せた飛行機はハンボーンを残し離陸してしまう。
ハンボーンが行方不明になったことをロサンゼルスで知ったヒリーは、彼を荷物扱いする職員に憤り早く見つけるよう要求し、心配しながら自宅で彼の帰りを待つ。一方、ニューヨークに取り残されたハンボーンはトラック運転手のタッカー、ダニーとマーシーの兄妹、心優しい老人マクヴィッカーズとその娘で足が不自由なエイミー、そして元大学教授・元軍人で現在は放浪の旅をしているブライアン・ハリスといった人々の元を駆け巡り、誘拐犯に誘拐されレスター・バーンズという密売人に実験動物として売り払われそうになる危機も乗り越え、ヒリーのいるロサンゼルスへと着実に近づいていく。

## キャスト
| 役名                              | 俳優                       | 日本語吹替             | 日本語吹替                        |
| 役名                              | 俳優                       | ソフト版               | フジテレビ版                      |
| --------------------------------- | -------------------------- | ---------------------- | --------------------------------- |
| ヒリー・ラドクリフ                | リリアン・ギッシュ         | 杉山佳寿子             | 中村紀子子                        |
| ナンシー・ロリンズ                | キャンディ・クラーク       | 泉久実子               | 一城みゆ希                        |
| タッカー （トラック運転手）       | O・J・シンプソン           | 高塚正也               | 鹿島信哉                          |
| ブライアン・ハリス （放浪者）     | ロバート・ウォーカー・Jr   | 中尾良平               | 江原正士                          |
| レスター・バーンズ （盗犬密売人） | ジャック・カーター         | 柴田秀勝               | 伊井篤史                          |
| マクヴィッカーズ                  | アラン・ヘイル・Jr         |                        | 宮沢元                            |
| ロバータ・ラドクリフ              | アン・ロックハート         | 寺瀬今日子             | 駒塚由衣                          |
| マイケル・ラドクリフ              | ティモシー・ボトムズ       | 麻生智久               | 千田光男                          |
| エイミー・マクヴィッカーズ        | シドニー・グリーンブッシュ | 鹿野優以               | 波光由美子                        |
| バート・ロリンズ                  | ウィリアム・ジョーダン     |                        | 吉水慶                            |
| ジェレ （脱獄犯）                 | ポール・コスロ             |                        | 鹿島信哉                          |
| スキップ （脱獄犯）               | ロバート・フィーロー       | 濱野雅嗣               | 江原正士                          |
| マニー （脱獄犯）                 | アラン・アブリュー         |                        | 宮沢元                            |
| 犬誘拐犯                          | アーニー・ムーア           |                        | 吉水慶                            |
| エレン （母）                     | ナンシー・モーガン         | 鹿野優以               | 磯辺万沙子                        |
| ダニー （兄）                     | マーク・ベントリー         |                        | 滝沢ロコ                          |
| マーシー （妹）                   | ニコール・エガート         |                        | 堀越真己                          |
| 空港カウンター係                  | ハップ・ローレンス         |                        | 江原正士                          |
| シェリー                          | ヴァージニア・キーン       |                        | 波光由美子                        |
|                                   |                            |                        |                                   |
| 演出                              |                            | 市来満                 | 松川陸                            |
| 翻訳                              |                            | 渡辺由里子             | 和島陽子                          |
| 選曲・効果                        |                            |                        | 新音響                            |
| 調整                              |                            | 青木正俊               | 近藤勝之                          |
| 録音                              |                            |                        | コスモスタジオ                    |
| 担当                              |                            | 宇出喜美               |                                   |
| 製作                              |                            | ニュージャパンフィルム | フジテレビ ニュージャパンフィルム |
| 初回放送                          |                            |                        | 1988年7月29日 16:30-17:55         |

## スタッフ
- 監督 - ロイ・ワッツ
- 脚本 - サンドラ・K・ベイリー、マイケル・S・マーフィー、ジョエル・ソワソン（英語版）
- 原案 - ケン・バーネット
- 製作 - ゲイリー・ギリンガム、サンディ・ハワード（英語版）
- 製作総指揮 - ドン・レヴィン、メル・パール
- 撮影監督 - ジョン・クランハウス
- プロダクションデザイナー - ヘレナ・ハイフ
- 編集 - R・J・カイツァー
- 音楽 - ジョルジュ・ガルヴァランツ（英語版）